# Pavillon Abitibi-Price
Le pavillon Abitibi-Price (ABP) est l'un des bâtiments de l'Université Laval, à Québec.

## Description
Il comprend la Faculté de foresterie, de géographie et de géomatique, ainsi que les départements de géographie et des sciences du bois et de la forêt.  Des centres de recherches sont aussi présents dont le Centre d'étude de la forêt ainsi que le Centre d'études nordiques. Il fut ainsi nommé en l'honneur de la compagnie Abitibi-Price, généreuse donatrice. 
Une plaque historique a été installée en 1987 honorant le don.
La sculpture monumentale d'une feuille d'arbre en acier corten orne le bâtiment. 
C´est le premier pavillon qui fut construit sur le site de la cité-universitaire.